# Breakfast in Bed
För andra betydelser, se Breakfast in Bed (olika betydelser).
Breakfast in Bed är en sång skriven av Muscle Shoals låtskrivare Eddie Hinton och Donnie Fritts. Den gjordes populär av Baby Washington och spelades in som cover av Dusty Springfield på hennes album Dusty in Memphis 1969. En av anledningarna till att Dusty Springfield spelade in sången anses vara att en fras, "You Don't Have to Say You Love Me", är titeln på en annan sång som hon haft en hit med och toppat singellistan i Storbritannien.
Harry J producerade tre reggaeversioner 1972: Lorna Bennett; Scotty; och Bongo Herman.

## Inspelningar
- 1969 Baby Washington
- 1969 Dusty Springfield, på albumet Dusty in Memphis
- 1972 Lorna Bennett - den första reggaeversionen
- 1972 "Skank In Bed" av Scotty [DJ version]
- 1972 "African Breakfast (In Bed)" av Bongo Herman & the Harry J All Stars
- 1988 UB40 (med Chrissie Hynde)
- 2004 Nicole Kea (även känd som Nicole Scherzinger) på soundtrack till 50 First Dates
- 2007 Joan Osborne på albumet Breakfast in Bed